# Aeroklub Poznański
Aeroklub Poznański – organizacja sportu lotniczego działająca w Poznaniu, której rodowód i tradycje wywodzą się z działających w Poznaniu w latach 1919–1931 organizacji lotniczych: Aeroklubu Polskiego w Poznaniu (1919–1923), Związku Lotników Polskich (ZLP; 1922–1929), Wielkopolskiego Klubu Lotników (WKL; 1929–1931) i Poznańskiego Aeroklubu Akademickiego (PAA; 1928–1931). Od 1945 roku Aeroklub Poznański był aeroklubem regionalnym kolejnych organizacji: Ligi Lotniczej (1950–1953), Ligi Przyjaciół Żołnierza (1953–1956), Aeroklubu PRL (1957–1990) i Aeroklubu Polskiego (od 1991). Od 2003 roku patronem Aeroklubu Poznańskiego jest Wanda Modlibowska.

## Historia
Wielkopolski Klub Lotników i Poznański Aeroklub Akademicki od połowy 1930 roku prowadziły rozmowy mające na celu ich połączenie. Wobec braków postępów tych rozmów władze państwowe zagroziły cofnięciem subwencji tym organizacjom. Przyspieszyło to działania i na początku 1931 roku organizacje połączyły się i ustanowiły w Poznaniu jedną organizację sportu lotniczego pod nazwą Aeroklub Poznański. Współorganizatorami i założycielami byli m.in. Zbigniew Kapuściński i  Zygmunt Kurnatowski-Mielżyński (obaj w 1940 zamordowani w Katyniu w ramach zbrodni katyńskiej). W dniu 29 marca 1931 roku odbyło się zebranie konstytucyjne AP – uchwalono statut organizacji, a w dniu 2 maja 1931 roku odbyło się walne zebranie organizacyjne członków AP na którym zatwierdzono statut, wybrano władze aeroklubu, zatwierdzono schemat organizacyjny i plan działalności aeroklubu. 
Powstały sekcje: treningowa, sportowa, szkolna i propagandowa. 10 listopada 1932 roku powstała sekcja szybowcowa, której założycielkami były Wanda Modlibowska, Krystyna Ganowicz oraz Anna Korytkowska. W tym samym roku w Aeroklubie powstało Koło Młodzieży. Aeroklub Poznański z chwilą powstania otrzymał hangar i warsztat z pełnym wyposażeniem udostępnione przez PLL LOT na południowym skraju lotniska Ławica, gdzie do września 1939 roku prowadził swoją działalność. Sekcja Szybowcowa od 1934 roku prowadziła szkołę szybowcową w Mosinie. W pierwszym roku jej funkcjonowania szkolenie w niej ukończyło 34 pilotów.
Lata 1934–1939 to okres bardzo aktywnej działalności aeroklubu w sporcie szybowcowym i samolotowym, okres intensywnego szkolenia pilotów szybowcowych i samolotowych. Piloci Aeroklubu uzyskali kilka rekordów Polski – Wanda Modlibowska 19 czerwca 1934 r. wynikiem 5 godzin i 57 minut ustanowiła kobiecy rekord kraju w długotrwałości lotu, we wrześniu Michał Offierski wykonał przelot szybowcem SG-21 Lwów na odległość 210 km a 5 października Wanda Modlibowska wynikiem 9 godzin i 30 minut poprawiła swój rekord długotrwałości lotu. W 1937 r. Wanda Modlibowska, pilotka Aeroklubu, jako pierwsza kobieta w Polsce otrzymała Srebrną Odznakę Szybowcową. Kolejnym sukcesem Modlibowskiej był lot wykonany szybowcem Komar z 13 na 14 maja 1937 roku. Wynikiem 24 godziny i 14 minut ustanowiła nowy rekord Polski.
Po zakończeniu II wojny światowej w Poznańskiej Dyrekcji Kolei utworzono Wydział Organizacyjny Lotnictwa, którego pracami kierował Jan Czarnecki. Wydział zajął się zabezpieczaniem poniemieckiego sprzętu lotniczego na rzecz odtwarzanego lotnictwa sportowego. W drugiej połowie 1945 roku reaktywowana została działalność Aeroklubu Poznańskiego. Władze wojskowe przekazały Aeroklubowi hangar (istniejący do dziś) na lotnisku Poznań-Kobylnica. W lipcu uruchomiono została szkoła szybowcowa w Rzadkowie. Na przełomie 1945 i 1946 roku na terenie działalności Aerokubu powstały ośrodki szkolenia szybowcowego w Mosinie, Drożkach i w Gnieźnie. W ramach poszukiwania poniemieckiego sprzętu lotniczego odkryto w rejonie Czarnkowa eksponaty lotnicze z berlińskiego muzeum, m.in. PWS-26 i PZL P.11c. Poznań stał się też ośrodkiem szkolnictwa, w sierpniu 1945 r. zorganizowano tu pierwszy po wojnie kurs teoretyczny dla pilotów szybowcowych, a w styczniu 1946 roku odbyła Ogólnopolska Konferencja Lotnicza, na której powołano do życia Ligę Lotniczą. Poznańscy szybownicy uzyskali kilka znaczących wyników, w lipcu Mieczysław Orłowski na szybowcu DFS Olympia Meise przeleciał 285 km, a 6 kwietnia Edward Adamski z pasażerem Kochanowskim na IS-C Żuraw wykonał lot trwający 11 godzin i 54 minuty.
W marcu 1950 roku wznowiono działalność sekcji szybowcowej, w połowie 1951 roku prace rozpoczęła Sekcja Spadochronowa. Staraniem członków Aeroklubu, przy wsparciu Zakładów Metalowych H. Cegielskiego, w parku na Sołaczu zbudowano wieżę spadochronową. Skoki z samolotów rozpoczęto 13 kwietnia 1952 roku, skoki nocne rozpoczęto 20 kwietnia 1953. Wyniki sportowe osiągnięte w 1951 roku zapewniły Aeroklubowi Poznańskiemu pierwsze miejsce w Polsce z tytułu działalności sportowej i organizacyjnej. Aeroklubowi spadochroniarze mogli pochwalić się znacznymi osiągnięciami. 18 kwietnia 1953 roku Zbigniew Turowski wynikiem 4350 metrów ustanowił rekord Polski w skoku z natychmiastowym otwarciem spadochronu. 25 września Eugeniusz Wątroba-Olszański wykonał skok z rekordowo niskiej wysokości 120 metrów. Dużym ułatwieniem działalności Aeroklubu było zbudowanie przystanku kolejowego Ligowiec, co znacznie ułatwiło dojazd na lotnisko. W kolejnych latach piloci uzyskali znaczące wyniki, 18 czerwca 1955 roku Ludwik Misiek wynikiem 552,3 km ustanowił krajowy rekord szybowcowy w locie docelowym, w tym samym roku zwyciężył w zawodach szybowcowych o puchar tygodnika "Skrzydlata Polska".
6 grudnia 1956 roku Aeroklub Poznański uniezależnił się od Ligi Przyjaciół Żołnierzy i 27 stycznia 1957 roku został afiliowany do Aeroklubu Polskiej Rzeczpospolitej Ludowej.
W 1957 roku Aeroklubowi powierzono zadanie zorganizowania IX Krajowych Zawodów Szybowcowych. Najlepsza wynik z pilotów Aeroklubu osiągnęła Maksymiliana Czmielówna zajmując 16. miejsce klasyfikacji ogólnej. W tym samym roku w Aeroklubie zorganizowano Sekcję Balonową, a Józef Misiek wynikiem 59,8 km/h ustanowił krajowy rekord prędkości lotu po trasie trójkąta 300 km.. 1958 rok przyniósł stworzenie filii Aeroklubu w [[Piła}Pile]], 31 sierpnia odbyły się pierwsze w powojennej Polsce zawody balonowe zorganizowane przez Aeroklub Poznański. W tym samym roku, 28 sierpnia, została zainicjowana działalność Klubu Seniorów Lotnictwa. W nocy z 7 na 8 września 1958 r. zginął w locie balonowym płk. pil. Franciszek Hynek. W 1959 roku odbyły się w Poznaniu I Zawody Balonowe o Puchar Międzynarodowych Targów Poznańskich, w których zwyciężył Zbigniew Laszkiewicz, pilot Aeroklubu.
6 lipca 1959 roku Ludwik Misiek wynikiem 533,6 km ustanowił rekord świata w przelocie docelowo-powrotnym. 25 kwietnia 1962 Adela Dankowska ustanowiła rekord Polski – trasę trójkąta 100 km przeleciała z prędkością 84,3 km/h. 3 sierpnia 1963, również Adela Dankowska ustanowiła rekord na rasie trójkąta 300 km, który pokonała z prędkością 82,5 km/h. W 1967 roku Aeroklub mógł się poszczycić dwoma rekordami świata i jednym krajowym zdobytym przez Adelę Dankowską oraz zwycięstwem w trójmeczu pomiędzy aeroklubami ostrowskim, zielonogórskim i poznańskim.
50. lecie Aeroklubu obchodzono poprzez organizację szeregu imprez sportowych. Aeroklubowy Klub Seniora został uhonorowany przez "Skrzydlatą Polską" Błękitnymi Skrzydłami za propagowanie historii lotnictwa sportowego w Polsce. Aeroklub był organizatorem XIII Krajowych Mistrzostw Polski Seniorów. Oficjalna akademia z okazji 50.lat działalności odbyła się 14 lutego 1970 roku, podczas niej Aeroklub otrzymał sztandar.
14 kwietnia 197+ roku w Aeroklubie rozpoczęła działalność Sekcja Lotniowa, zainicjowana przez Lecha Molewskiego. W 1977 w Sekcji zbudowano i oblatano lotnię typu Sun-IV. W 1978 roku AP stał się posiadaczem pierwszego w Polsce wolnego balonu na ogrzane powietrze, który ofiarowała Aeroklubowi firma Canon
Wprowadzenie stanu wojennego spowodowało zawieszenie działalności Aeroklubu,  prowadzono jedynie szkolenia teoretyczne. Wznowienie działalności lotniczej nastąpiło w maju 1982 roku. W 1983 piloci Stefan Makné i Ireneusz Cieślak reprezentowali Polskę w 1983 roku w zawodach o Puchar Gordona Bennetta i zdobyli w nich pierwsze miejsce.
W maju 1993 roku AP zorganizował Międzynarodowe Zawody Balonowe, a 17 listopada został wpisany do rejestru stowarzyszeń i uzyskał osobowość prawną jako jednostka Aeroklubu Polskiego. Przypadająca w tym roku 75. rocznica działalności została uczczona pokazami lotniczymi na lotnisku w Kobylnicy. Aeroklub zorganizował również Konferencję Międzynarodowej Komisji FAI. Obchody rocznicowe zakończyły zorganizowane w 1994 roku V Mistrzostwa Świata Samolotów Ultralekkich i Motolotni. W tym samym roku Poznański Klub Seniorów Lotnictwa otrzymał sztandar. W 1995 roku Klub stał się Sekcją Aeroklubu.
We wrześniu 1997 roku, podczas zawodów o Puchar Gordona Bennetta, załoga z Aeroklubu Poznańskiego w składzie Piotr Hałas i Stefan Manké wynikiem 1579,5 km ustanowiła dwa rekordy Polski w klasie 900-1200 m³ i 1200-1600 m³.
Rok 2000 przyniósł szereg sukcesów członków aeroklubu. W lutym Paweł Frąckowiak ustanowił dwa krajowe szybowcowe rekordy prędkości – trójkąt 100 km pokonał z prędkością 110,5 km/h a 300 km z wynikiem 78 km/h. 18 maja Paweł Skorliński, Piotr Szymański i Jakub Klawiter jako pierwsi Polacy przelecieli na motoparalotniach z Wielkiej Brytanii do Francji. W lipcu Jerzy Kolasiński wygrał Szybowcowe Mistrzostwa Polski w kategorii standard. 13 i 24 sierpnia ks. Tadeusz Sielicki ustanowił dwa rekordy Polski w klasie D, podklasie W (światowej). Wykonał przelot 352 km docelowo-powrotny po trasie Kobylnica-Lisie Kąty-Kobylnica oraz przelot otwarty 274 km na trasie Kobylnica-Nieświń. Również w sierpniu Paweł Dorosz został Mistrzem Świata na Modelarskich Mistrzostwach Świata Juniorów rozegranych w Czechach. W X Krajowych Zawodach Szybowcowych zakończonych w sierpniu 2001 roku Piotr Jarysz zajął II miejsce, Tomasz Czerniak III a Radosław Górczewski był czwarty. W tym roku również podjęto uchwałę o nadanie Aeroklubowi imienia Wandy Modlibowskiej. Rok 2003 przyniósł Aeroklubowi po raz trzeci tytuł mistrzowski w Mistrzostwach Polski w Spadochronowej Akrobacji Zespołowej RW-4. We wrześniu na aeroklubowym lotnisku odbył się I Lotniczo-Motoryzacyjny Eko-Rajd, w który udział wzięły załogi aeroklubowe i dziennikarze z Poznania.
21 marca 2006 roku powstał Ośrodek Szkolenia Lotniczego FTO Aeroklubu Poznańskiego, który zajmuje się prowadzeniem szkoleń szybowcowych i do licencji pilota turystycznego samolotowego. Piotr Zawada w lipcu został wicemistrzem świata w XIX Mistrzostwach Świata Latających Makiet Samolotów. W XV krajowych Zawodach Szybowcowych trzecie miejsca zajęli Tomasz Czerniak (klasa club) i Grzegorz Mikuła (klasa standard).
Aeroklub Poznański, skupiając ok. 400 członków, prowadzi działalność w sekcjach: akrobacji, balonowej, mikrolotowej, modelarskiej, paralotniowej, samolotowej, spadochronowej oraz szybowcowej. Przy Aeroklubie działa również Klub Seniorów Lotnictwa.